# 納爾凱維奇
49°31′0″N 26°38′29″E / 49.51667°N 26.64139°E
納爾凯維奇（烏克蘭語：Наркевичі），是烏克蘭西部赫梅利尼茨基州赫梅利尼茨基區纳尔凯维奇市镇内的市級鎮及其行政中心。分別距離赫梅利尼茨基34公里和沃洛奇斯克46公里，始建於1950年，面積0.66平方公里，2015年人口1,555，人口密度每平方公里2,356.06人。